# Trebonianus Gallus római császár
Imperator Caesar Caius Vibius Trebonianus Gallus Augustus, általánosan elterjedt néven Trebonianus Gallus császár (Italia, 206 – Interamna, 253 augusztusa) a Római Birodalom császára 251-től haláláig.

## Származása és előélete
Eredeti neve: Caius Vibius Afinius, egy ősi perusiai etruszk családból származott. Születésének időpontját pontosan nem ismerve azt a 206 évre teszik. 245-ben konzullá választották. 250-ben Felső- és Alsó-Moesia provinciák helytartója volt. Ebben a minőségében Kniva király vezetésével támadó gót sereget Novaenál megállította és visszavonulásra kényszerítette. Ezen idő alatt Decius császár maga is a karpokkal szövetkező Kniva üldözésébe kezdett, de a kezdeti sikerek után kemény ellenállásba ütközött, visszavágást szenvedett, aminek következtében nem tudta megakadályozni Trákia provinciában a gótok pusztítását. A császár helyzetét súlyosbította egyik hadvezérének (Priscus aki csatlakozott a gótokhoz) árulása, ezért seregének maradékával Oescus városába menekült, ahol csatlakozott Trebonianus Gallushoz és csapataihoz.

## Császárságának kezdete
Decius császárral közösen csapatokat telepített a Duna mentén, azzal a céllal, hogy a hazatérő gót királyt Knivát megakadályozzák a visszatérésben északi irányba. Gallus seregeivel a Duna torkolatvidékén helyezkedett el, míg Decius császári seregei Scythia Minor (a mai Dobrudzsa ) területén kísérelte meg a gótok feltartóztatását. Kezdeti sikerek után Deciust tőrbe csalták és fiával együtt meggyilkolták.
A katasztrofális vereség után a katonák Trebonianus Gallust kiáltották ki császárnak, aki békekötésre kényszerült. A békeszerződés a Római Birodalom számára rendkívül kedvezőtlen volt: biztosították a gótok hazatérését foglyaikkal együtt és évenkénti juttatásokat ígért abban bízva, hogy ezzel rávehetik a gótokat, ne törjenek be ezentúl a provinciák területére. 
Trebonianus Gallus a békekötés után azonnal Rómába igyekezett, hogy pozícióját megvédje a szenátus előtt való tisztelgéssel. A csatában elesett Decius és annak idősebbik fia: Herennius emlékét tisztelettel kezelte és kezdeményezte, hogy őket szenátusi határozattal istenné avassák. A szenátus az elesett Decius császár Rómában maradt kisebbik fiát, Hostilianust Augustus rangra emelte és Trebonianus Gallus társcsászárává nevezte ki. Etruscilla megözvegyült császárné kiváltságait tiszteletben tartotta és saját felesége:’’ Baebianna’’ nem kapta meg az Augusta címet. Saját fia: Volusianus Caesar és Princeps Iuventius rangot kapott, majd nem sokkal később Hostilianus halála (aki pestisben hunyt el) után javaslatára a szenátus Augustussá nevezte ki.

## Uralkodása
Rövid uralkodása kezdetén Hatalmas területen pestisjárvány tört ki, mely másfél évtizedig tombolt a Birodalom teljes területén. A járvány tömegek pusztulását okozta és megbénította a hadsereget is. A határokon a katonai veszélyeztetettség megnövekedett, a császár nem tudta megakadályozni, hogy a perzsa seregek bevonuljanak Armeniába, ahol a királyt meggyilkolták, annak fiát pedig száműzték.

## Támadások a birodalom ellen

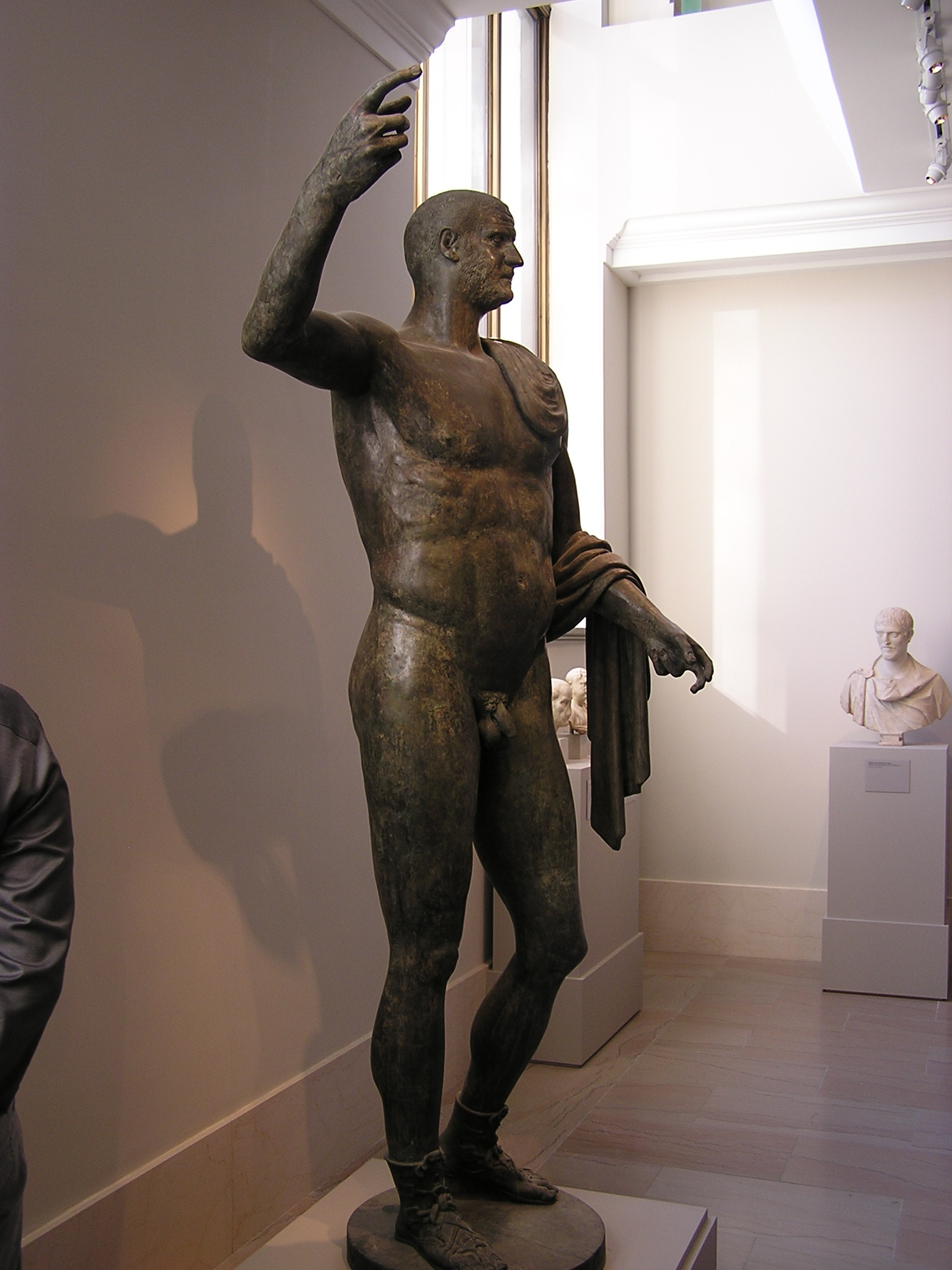
Trebonianus Gallus bronz szobra

253 év elején I. Sáhpuhr perzsa király seregével megtámadta a keleti provinciákat s ez a hadjárat egy évtizedig elhúzódott. A perzsa hadsereg elözönlötte Mesopotamiát és Syriát, lerohanták Antiokheiát hatalmas zsákmányt és sok foglyot hurcoltak el.
Ezzel egy időben, a Duna mentén a gótok és más törzsek betörtek az európai provinciákba, de nem elégedettek meg az itteni zsákmánnyal, hanem tengeri úton elindultak Kis-Ázsiába, melyet Pesszionoszig szinte letaroltak. A pestisjárvány miatt szenvedő római hadsereg képtelen volt a támadásokat elhárítani.
Trebonianus Gallus a sorozatos szerencsétlenségekről azzal kívánta a közvélemény figyelmet elterelni, hogy felújította a Decius uralma alatt megkezdett keresztényüldözéseket. Cornelius pápát börtönbe vetette, aki a fogva tartás alatt meghalt. Katonai lépésként egyetlen sikeres akciónak Alsó-Moesia provincia helytartójának Marcus Aemilius Aemilianus gótok elleni támadása bizonyult.

## Bukása
Marcus Aemilius Aemilianus helytartó csapatának katonái a Dunától északra végrehajtott sikeres gótok elleni hadműveletet követően parancsnokukat császárrá nyilvánították. A császárrá kikiáltott helytartó seregei élén benyomult Itáliába, hogy Róma ellen vonuljon. Rómát megközelítve ismerte fel Gallus a veszélyt és Volusianus-szal együtt „közellenséggé” nyilvánította A Rómától északra mintegy 30 kilométerre eljutó Amelianust. A hivatalban lévő uralkodók 253 év augusztusában a Rajnánál tartózkodó Publius Licinius Valerianust felszólították, hogy csapataival siessen segítségükre. Amíg a felmentő seregekre vártak Aemilianusénál lényegesen kisebb csapatokat sikerült csak összegyűjteniük. Saját katonáik, hogy elkerüljék a nyilvánvalóan reménytelen csata kockázatát meggyilkolták Gallust és Volusianust és Aemilianusnak esküdtek hűséget, aki bevonult Rómába. 